# Florian Syruć
Florian Syruć (Siruć, Sieruć) herbu Doliwa (zm. po 1799 roku) – sędzia ziemiański i ziemski kowieński w latach 1792–1794, sędzia ziemski kowieński w latach 1789–1792, poseł powiatu kowieńskiego na Sejm Czteroletni w 1790 roku, członek Zgromadzenia Przyjaciół Konstytucji Rządowej.